# ماوريسيو فرنانديز غارزا
ماوريسيو فرنانديز غارزا (بالإسبانية: Mauricio Fernández Garza)‏ هو سياسي مكسيكي، ولد في 2 أبريل 1950 في مونتيري في المكسيك. حزبياً، نشط في حزب العمل الوطني. وقد انتخب عضو مجلس الشيوخ من المكسيك.